# Adelina von Fürstenberg
Adelina von Fürstenberg (* 1946 als Adelina Cüberyan in Istanbul) ist eine Schweizer freie Kuratorin, die durch ihre internationalen Projekte bekannt wurde. 2016 wurde sie mit dem Prix Meret Oppenheim ausgezeichnet.

## Leben und Werk
Adelina Cüberyan wurde in Istanbul als Kind armenischer Eltern geboren. Ihr Grossvater war der armenische Architekt Dikran Kalfa Cüberyan. Sie studierte politische Wissenschaften an der Universität TBC und heiratete noch während des Studiums den Fotografen Franz-Egon von Fürstenberg-Herdringen (* 1939), einen Sohn der späteren Modeikone Gloria Guinness (1912–1980).
Von Fürstenberg gründete 1974 in Genf das Centre d’Art Contemporain (CAC, Zentrum für zeitgenössische Kunst), das sie auch bis 1989 leitete. Viele ihrer Ausstellungen waren der Konzeptkunst, der Fluxus- und der Arte-Povera-Bewegung gewidmet. Hinzu kamen Performance und Videokunst, wo sie 1977 die Gesamtkoordination für eine Ausstellung der AMAN in Genf und der STAMPA in Basel übernahm. Von 1989 bis 1994 leitete sie «Le Magasin», eine Schule für Kuratoren in Grenoble. 1993 wurde sie auf der 45. Biennale von Venedig für diese Tätigkeit ausgezeichnet. Einen Goldenen Löwen der 56. Biennale erhielt von Fürstenberg 2015 erhielt sie den Goldenen Löwen für die Gestaltung des armenischen Pavillons als beste nationale Beteiligung.